# Hornschuchia cauliflora
Hornschuchia cauliflora Maas & Setten – gatunek rośliny z rodziny flaszowcowatych (Annonaceae Juss.). Występuje endemicznie w Brazylii – w stanie Bahia. 

## Morfologia
PokrójZimozielone małe drzewo lub krzew dorastające do 0,5–2 m wysokości.
LiścieMają kształt od eliptycznego do eliptycznie odwrotnie jajowatego. Mierzą 28–32 cm długości oraz 10–15 cm szerokości. Blaszka liściowa jest całobrzega o tępym wierzchołku.
KwiatyZebrane w pęczki, rozwijają się na szczytach pędów. Płatki mają białą barwę. Kwiaty mają 3 owocolistki.
OwocePojedyncze. Mają odwrotnie jajowaty kształt. Osiągają 45–70 mm.

## Biologia i ekologia
Rośnie w lasach, na terenach nizinnych.